# Palmeiras, Bahia
Palmeiras este un oraș în statul Bahia (BA) din Brazilia.